# Throwing Copper
Throwing Copper – album amerykańskiej grupy rockowej Live. Wydany został 26 kwietnia 1994. Nagrania dotarły do pierwszego miejsca listy Billboard 200 w USA.

## Lista utworów
1. „The Dam at Otter Creek” – 4:43
2. „Selling the Drama” – 3:26
3. „I Alone” – 3:50
4. „Iris” – 3:59
5. „Lightning Crashes” – 5:25
6. „Top” – 2:42
7. „All Over You” – 3:59
8. „Shit Towne” –	3:48
9. „T.B.D.” – 4:28
10. „Stage” – 3:08
11. „Waitress” – 2:49
12. „Pillar of Davidson” –	6:46
13. „White, Discussion” – 6:08
14. „Horse” – 4:16